# IkPas
IkPas is een Nederlandse volksgezondheidscampagne die mensen aanspoort om, vooral in de maand januari, geen alcohol te drinken. Internationaal is de campagne bekend onder de naam Dry January.
De campagne IkPas werd in 2014 gestart als landelijk initiatief van het Trimbos-instituut, Hogeschool Windesheim en diverse GGD- en verslavingszorginstellingen. In datzelfde jaar werd de minimumleeftijd om alcohol te mogen drinken in Nederland verhoogd van 16 jaar naar 18 jaar.

## Opzet campagne
IkPas vindt twee keer per jaar plaats. Er is een 30 dagen- en een 40 dagen-variant. De 30 dagen actie beslaat bijna een maand en begint op 1 januari en de actie loopt dan tot en met 30 januari. De 40 dagen-actie loopt van Aswoensdag tot en met de zondag voor Pasen, tijdens de traditionele vastentijd tussen carnaval en Pasen. Tot 2019 was er nog geen koppeling met Dry January en vond de 30-daagse variant in maart plaats.
In Nederland heeft de campagne steeds meer succes gekregen, met een significante stijging in het aantal deelnemers sinds de campagne vanaf 1 januari startte. In 2015 waren er 4.595 ingeschreven deelnemers, in 2018 waren dat er 11.503 en in 2019 steeg dat aantal naar 37.875. In 2020 hebben 41.466 mensen zich actief ingeschreven als deelnemer. Geschat wordt dat het daadwerkelijk aantal mensen dat meedoet 6 à 7 keer hoger ligt.
Ruim 60% van de deelnemers aan IkPas is vrouw.